# 森ノ宮医療大学
森ノ宮医療大学（もりのみやいりょうだいがく、英語: Morinomiya University of Medical Sciences）は、大阪府大阪市住之江区南港北1丁目26番16号に本部を置く日本の私立大学。2007年創立、2007年大学設置。

## 概観

### 大学全体
大阪メトロ中央線コスモスクエア駅から徒歩1分に位置し、2022年度時点で3学部7学科の医療総合大学である。開学当初は理学療法学科と鍼灸学科の1学部2学科で、2011年（平成23年）に看護学科、2016年（平成26年）に作業療法学科、臨床検査学科、助産学専攻科（1年課程）をそれぞれ開設した。既設の保健医療学研究科大学院修士課程に加えて、2018年（平成30年）に臨床工学科、大学院博士後期課程、2020年（令和2年）に大学院修士課程看護学専攻、診療放射線学科をそれぞれ開設し、2022年（令和4年）に保健医療学部を、看護学部、総合リハビリテーション学部、医療技術学部へそれぞれ改組した。

### 国家試験成績
診療放射線学科を除く6学科の国家試験合格率は全国平均を上回り、看護師国家試験は5年連続100％である。

### 学風および特色
医療従事者を育成する観点から喫煙を厳しく制限し、2013年度にキャンパス内を完全禁煙とし、2016年10月に最寄り駅を含みキャンパスの半径500mを禁煙エリアに指定し、2017年度入学生から禁煙の誓約を募集要項に明記して誓約書の提出を義務付けている。

## 沿革
- 1973年（昭和48年）4月 - 大阪鍼灸専門学校開校
- 1977年（昭和52年）4月 - 学校法人森ノ宮学園を設立
- 2000年（平成12年）4月 - 法人名を森ノ宮医療学園、大阪鍼灸専門学校を森ノ宮医療学園専門学校と改称
- 2007年（平成19年）4月 - 森ノ宮医療大学開学
- 2011年（平成23年）4月 - 大学院保健医療学研究科設置（修士課程）
- 2011年（平成23年）4月 - 看護学科設置
- 2016年（平成28年）4月 - 作業療法学科、臨床検査学科、助産学専攻科を設置[3]
- 2018年（平成30年）4月 - 臨床工学科、大学院博士後期課程を設置
- 2020年（令和2年）4月 - 診療放射線学科、大学院修士課程看護学専攻を設置
- 2022年（令和4年）4月 - 保健医療学部を看護学部、総合リハビリテーション学部、医療技術学部の3学部へ改組
- 2022年（令和4年）11月 - 森ノ宮医療大学附属大阪ベイクリニックを開院。
- 2024年（令和6年）4月 - 総合リハビリテーション学部に言語聴覚学科を開設。3学部8学科となり、リハビリ3職種とも言われる理学療法士、作業療法士、言語聴覚士の3分野が学ぶ体制が整うこととなる。

## 組織
各々取得可能資格を記す

### 看護学部

#### 看護学科
看護師国家試験受験資格、保健師国家試験受験資格（10名程度の選考制）、養護教諭一種免許状（10名程度の選考制）、養護教諭二種免許状（条件あり）、第一種衛生管理者（条件あり）

### 総合リハビリテーション学部

#### 理学療法学科
理学療法士国家試験受験資格

#### 作業療法学科
作業療法士国家試験受験資格

#### 言語聴覚学科（2024年4月開設）
言語聴覚士国家試験受験資格

### 医療技術学部

#### 臨床検査学科
臨床検査技師国家試験受験資格、細胞検査士認定試験受検資格（条件あり）、遺伝子分析化学認定士（初級）受験資格（条件あり）、中級バイオ技術者認定試験受験資格（条件あり）

#### 臨床工学科
臨床工学技士国家試験受験資格

#### 診療放射線学科
診療放射線技師国家試験受験資格

#### 鍼灸学科

##### 鍼灸コース
はり師国家試験受験資格、きゅう師国家試験受験資格、スチューデントトレーナー中級

##### スポーツ特修コース
はり師国家試験受験資格、きゅう師国家試験受験資格、スチューデントトレーナー中級、中学校・高等学校教諭一種免許状（保健体育）、健康運動実践指導者

### 大学院
保健医療学研究科
- 修士課程 - 保健医療学専攻、看護学専攻
- 博士後期課程 - 医療科学専攻、看護学専攻

### 専攻科
- 助産学専攻科（1年課程[3]）

### 附属施設

#### 附属医療機関
- 森ノ宮医療大学附属 大阪ベイクリニック
- みどりの風クリニック・みどりの風鍼灸院
- はりきゅうコスモス治療院[4]

#### 関係機関
- 森ノ宮医療学園出版部
- みどりの風保育園
- はりきゅうミュージアム

## 大学関係者と組織

### 同窓会
森ノ宮医療学園校友会

## 施設

### キャンパス
- コスモキャンパス - 〒559-8611 大阪市住之江区南港北1-26-16
- 交通アクセス：大阪メトロ中央線コスモスクエア駅下車後、徒歩約1分

### 学生食堂
Medi CAFE（メディ カフェ） - 地域貢献や学生に社交性を身に着けさせる目的から一般にも広く開放されており、内装は木材がふんだんに使われており南港の景色が一望できるようになっている。医療を学ぶ学生たちに食事を大切に考えてほしいという大学の考えから、米や野菜は近隣で採れたものが使われている。

## 対外関係

### 大学
相愛大学と連携協定（2015年2月19日締結） - 住之江区の相愛大学と地域活性化に向けた連携協定を結んでいる。人口減少や高齢化が進んでいる南港ポートタウンの再生に向けて、大学図書館の開放やイベントやコンサートの開催、食と健康分野の受託研究などから連携を進めている。

### 企業
かなえるリンクと相互連携協定（2017年10月5日締結） - 医療や介護福祉の分野で事業展開している株式会社かなえるリンクと相互連携協定を結んでいる。かなえるリンクでの学生の実習受け入れや双方の施設の有効活用、講演を通じた人材の相互派遣が進められる予定である。
ミズノと相互連携協定（2018年4月19日締結） - 同じ住之江区に大阪本社を構える総合スポーツメーカーであるミズノ株式会社と、医療系大学としては全国初の相互連携協定を結んでいる。この連携協定により教員・研究者とミズノによる協同研究開発など社会貢献に繋がる活躍が期待されている。

## 系列校
- 森ノ宮医療学園専門学校